# Spaichingen
Spaichingen település Németországban, azon belül Baden-Württembergben. Lakosainak száma 13 795 fő (2023. december 31.). Spaichingen Balgheim, Böttingen, Rietheim-Weilheim, Hausen ob Verena, Gunningen, Trossingen, Aldingen és Denkingen községekkel határos.

## Népesség
A település népessége az elmúlt években az alábbi módon változott:
| Lakosok száma | 7074 | 7886 | 8942 | 9176 | 10 016 | 11 540 | 12 252 | 12 419 | 12 343 | 13 795 |
|               | 1961 | 1967 | 1974 | 1980 | 1987   | 1993   | 2000   | 2006   | 2013   | 2023   |

## Fekvése
Freiburg im Breisgautól keletre fekvő település.

## Története
Spaichingen nevét 791-ben a Szentgalleni kolostor oklevele említette először a település fölötti Kopasz hegyen álló várral kapcsolatban (Dreifaltigkeitsberg.
Spaichingen a középkorban a Hohenberg grófok birtokai közé tartozott. 1623-ban kapott a település piaci jogot.
1785.  augusztus  4-én  a  németországi Spaichingenből  magyarországi betelepülésre 18  család jelentkezett, akik utóbb valamennyien Kirvára kerültek.
1805-től Spaichingen a Württembergi Királyság része lett.

## Galéria

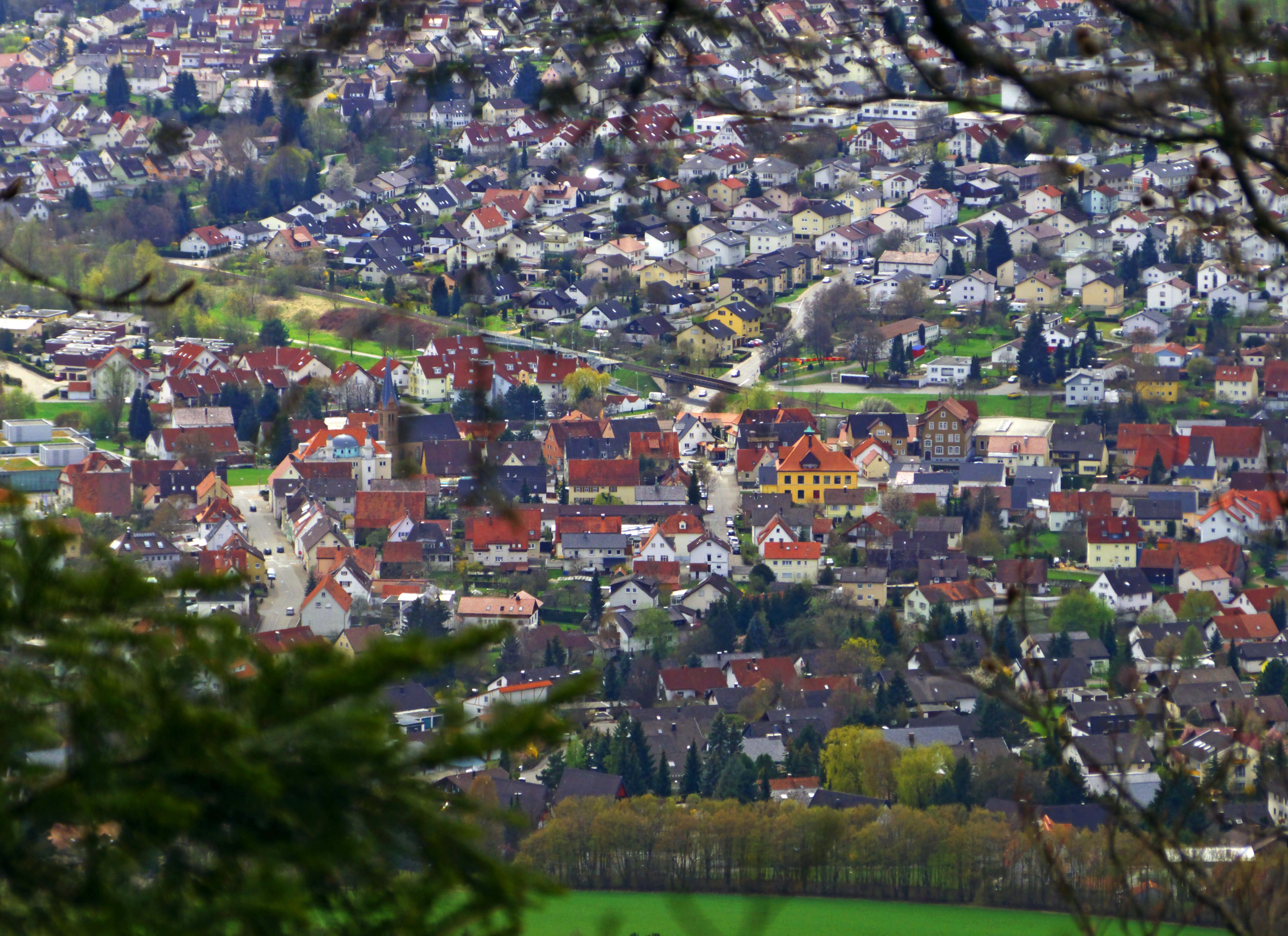
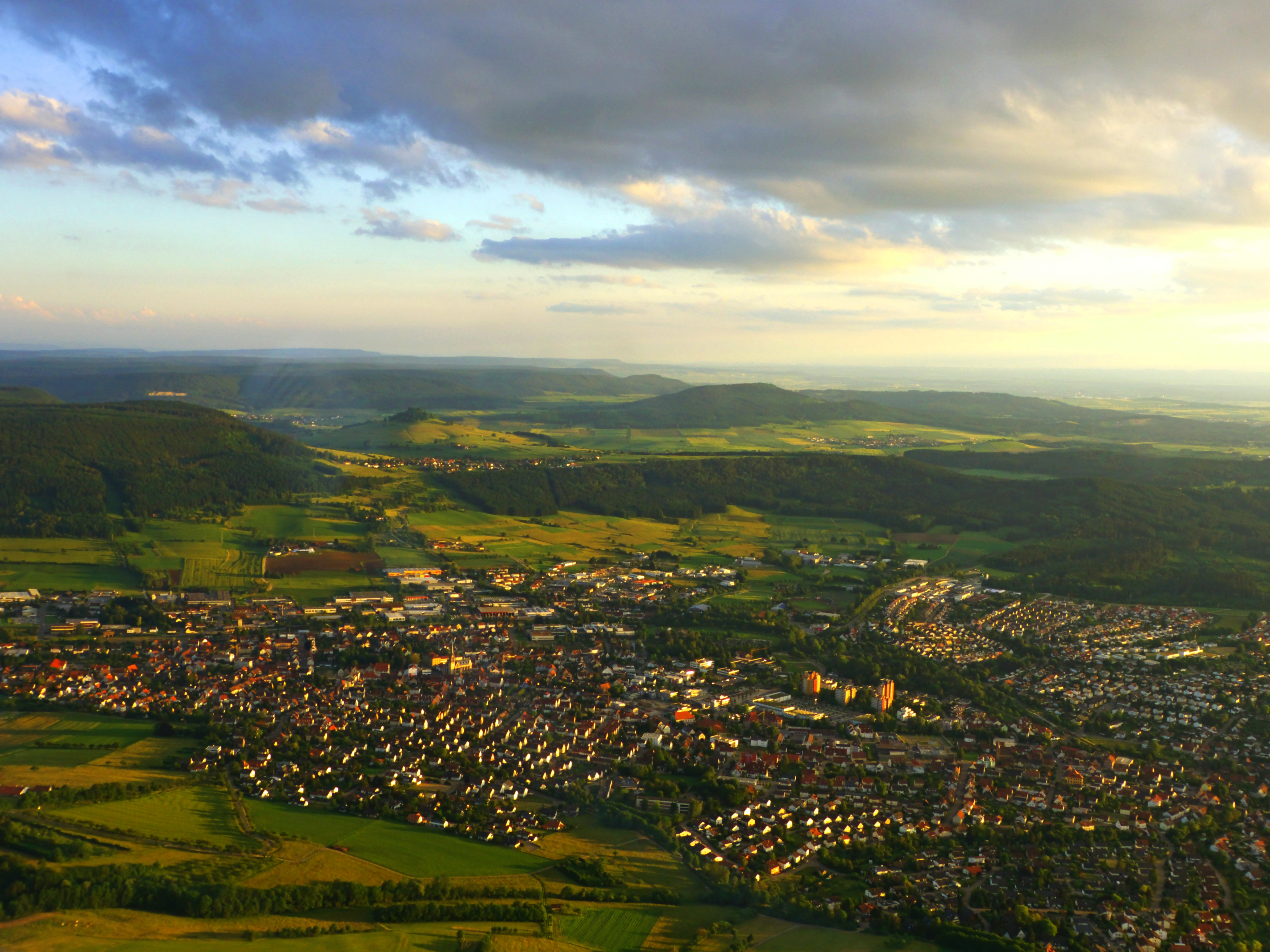
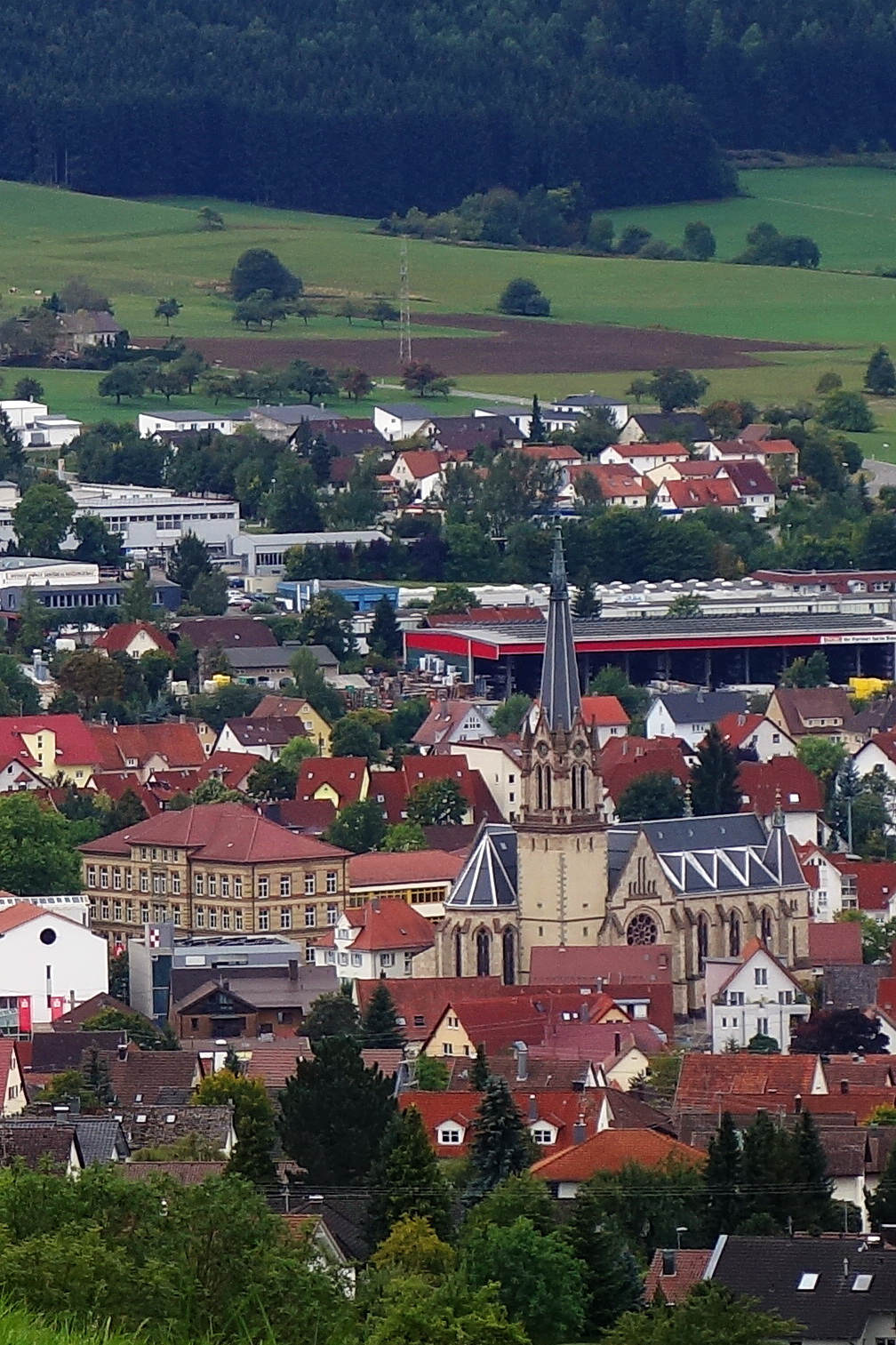
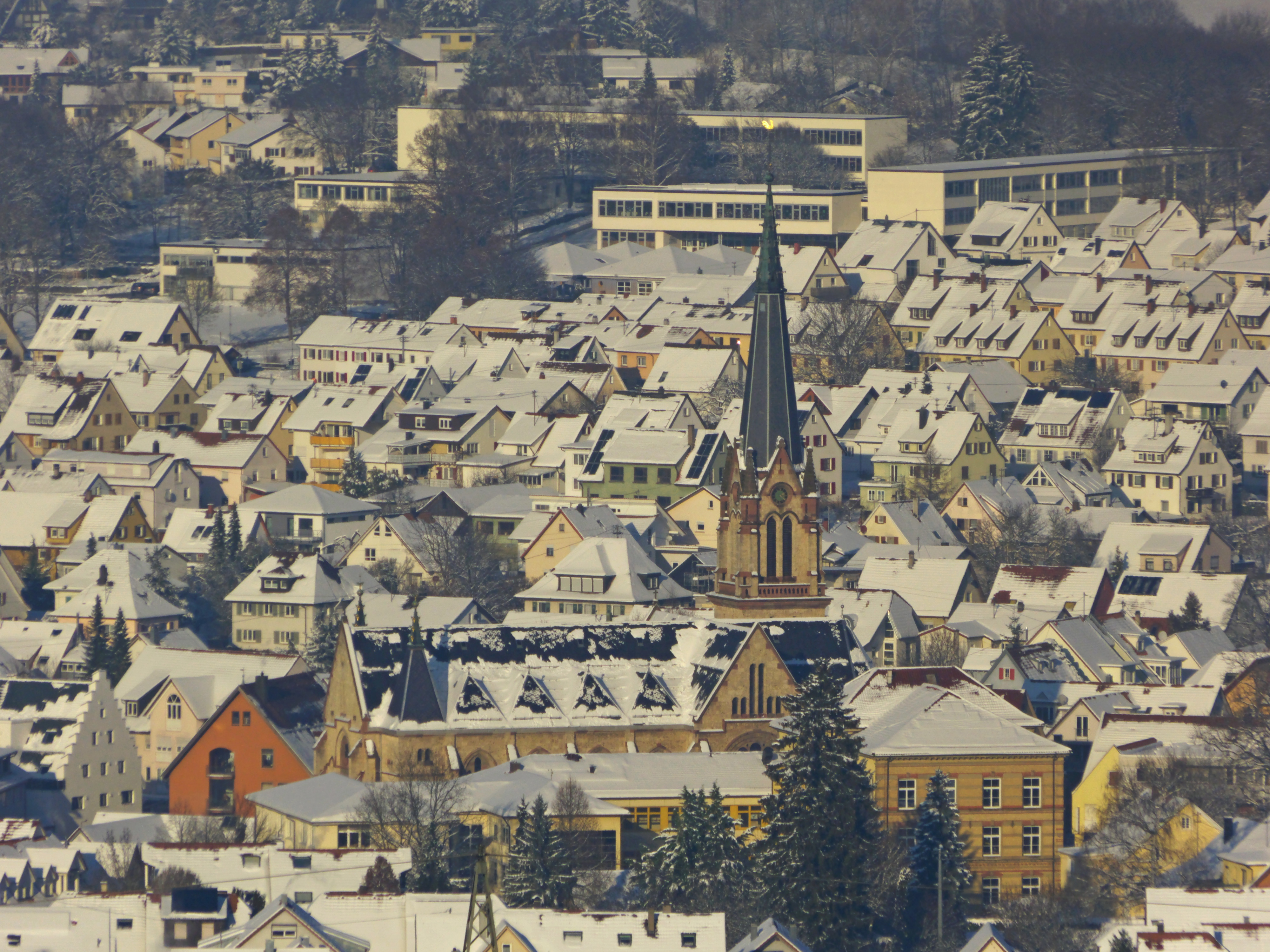
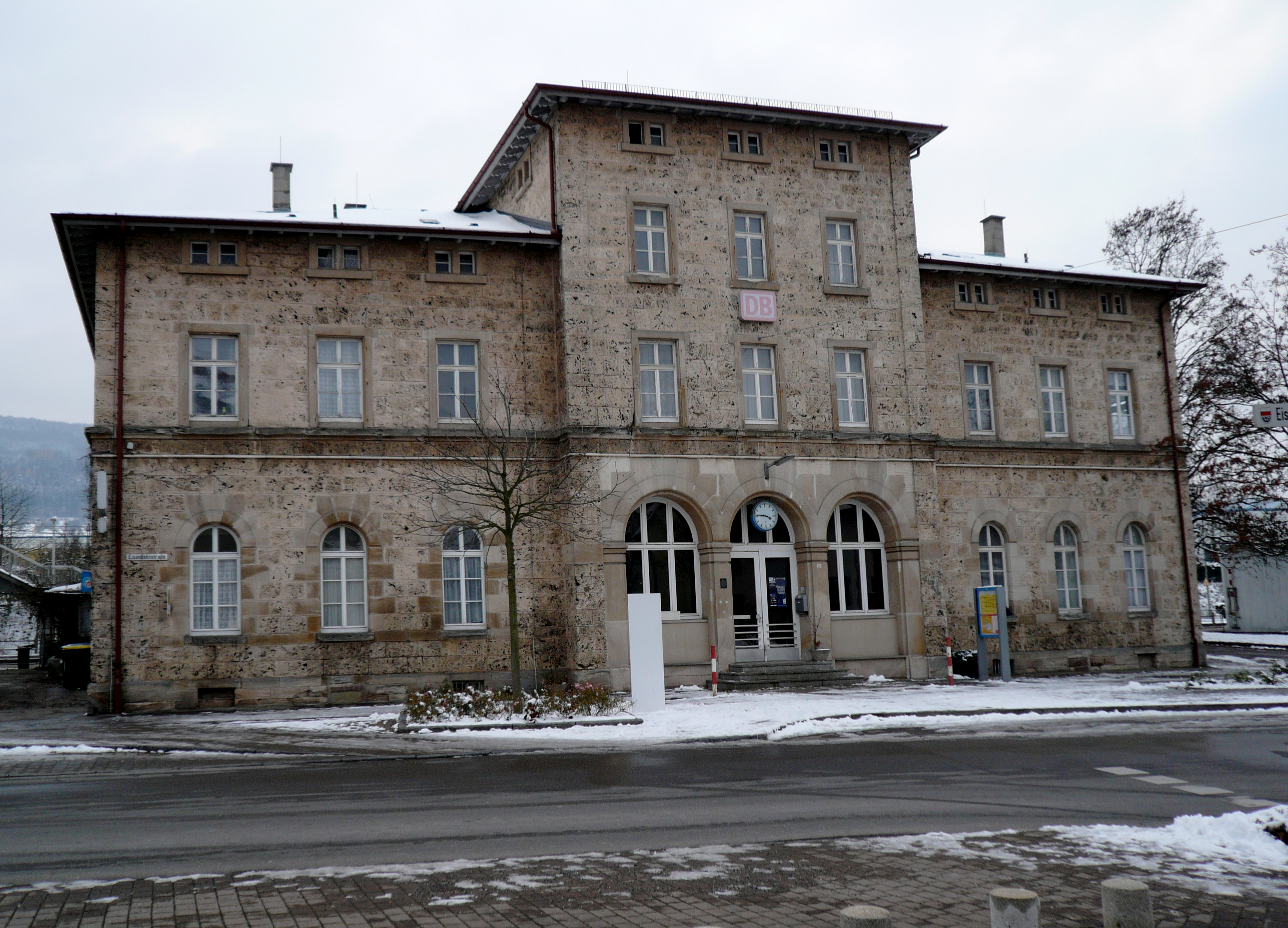
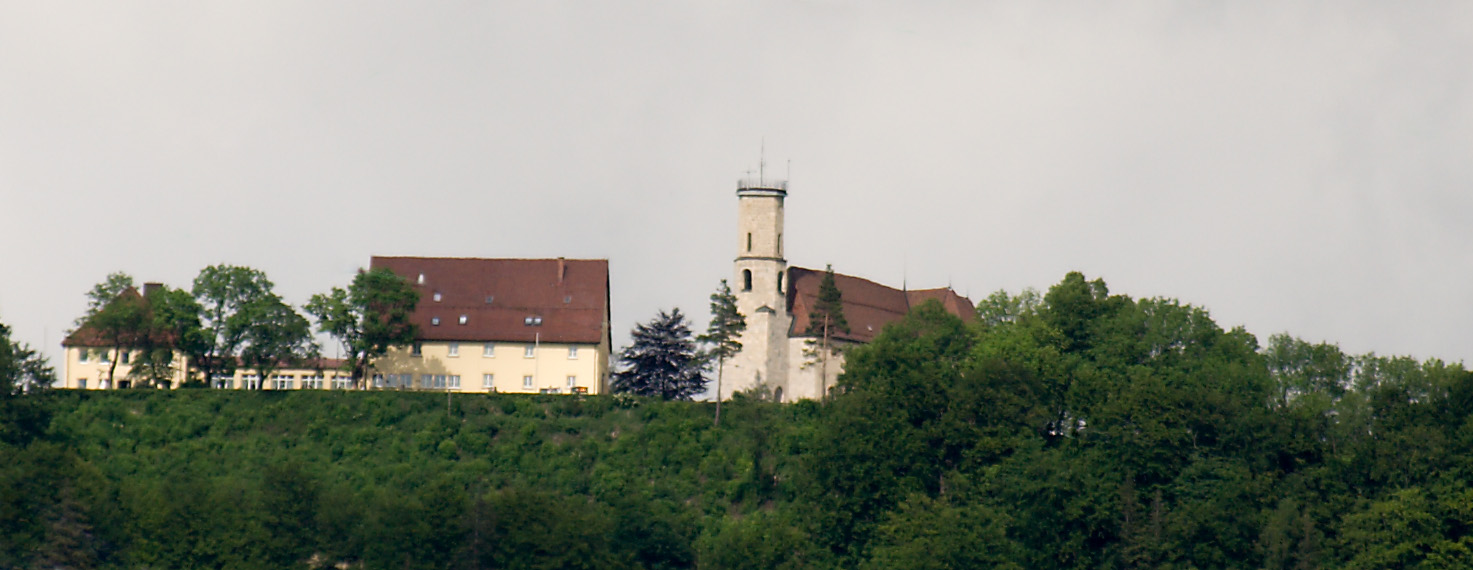
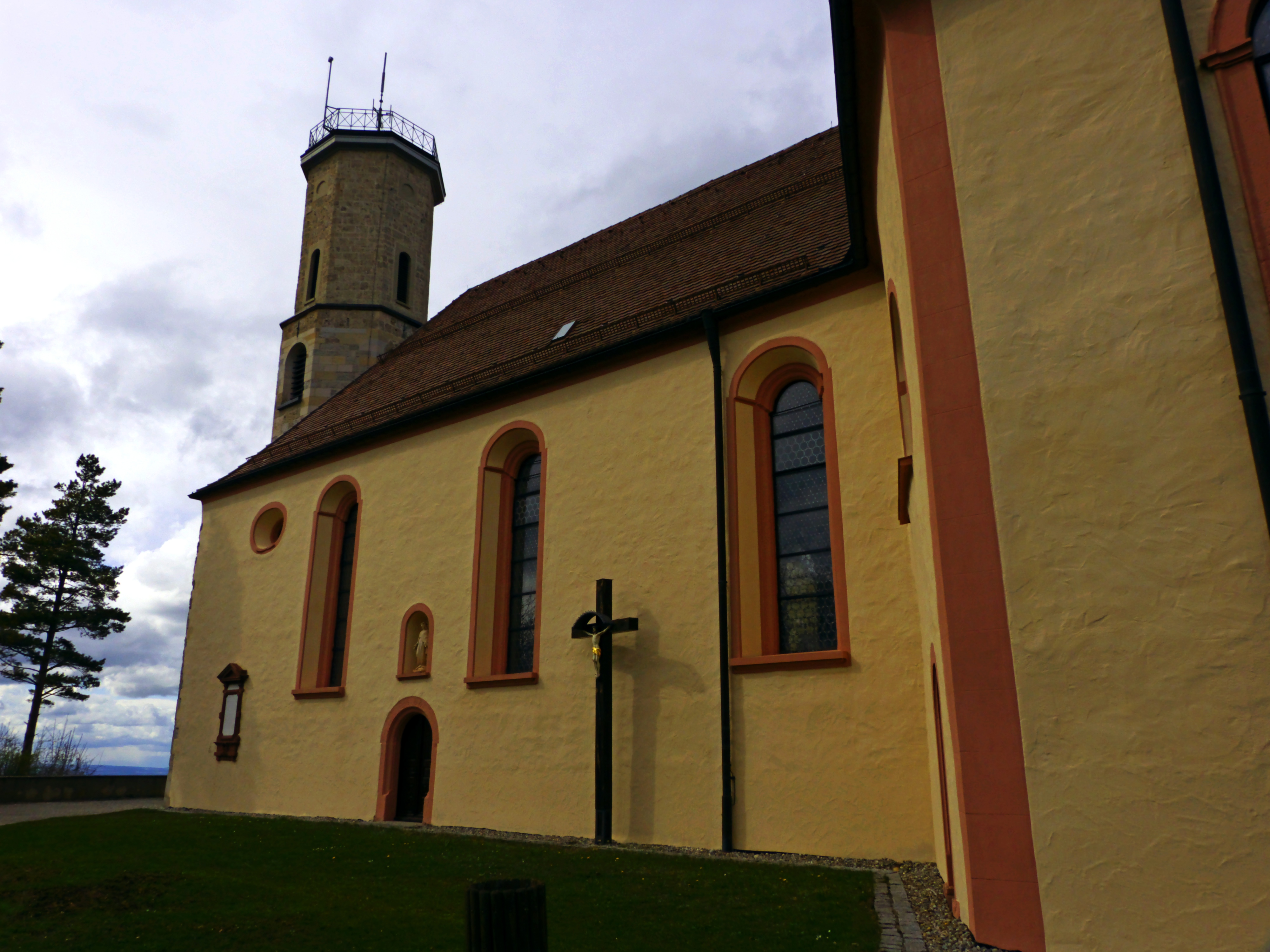
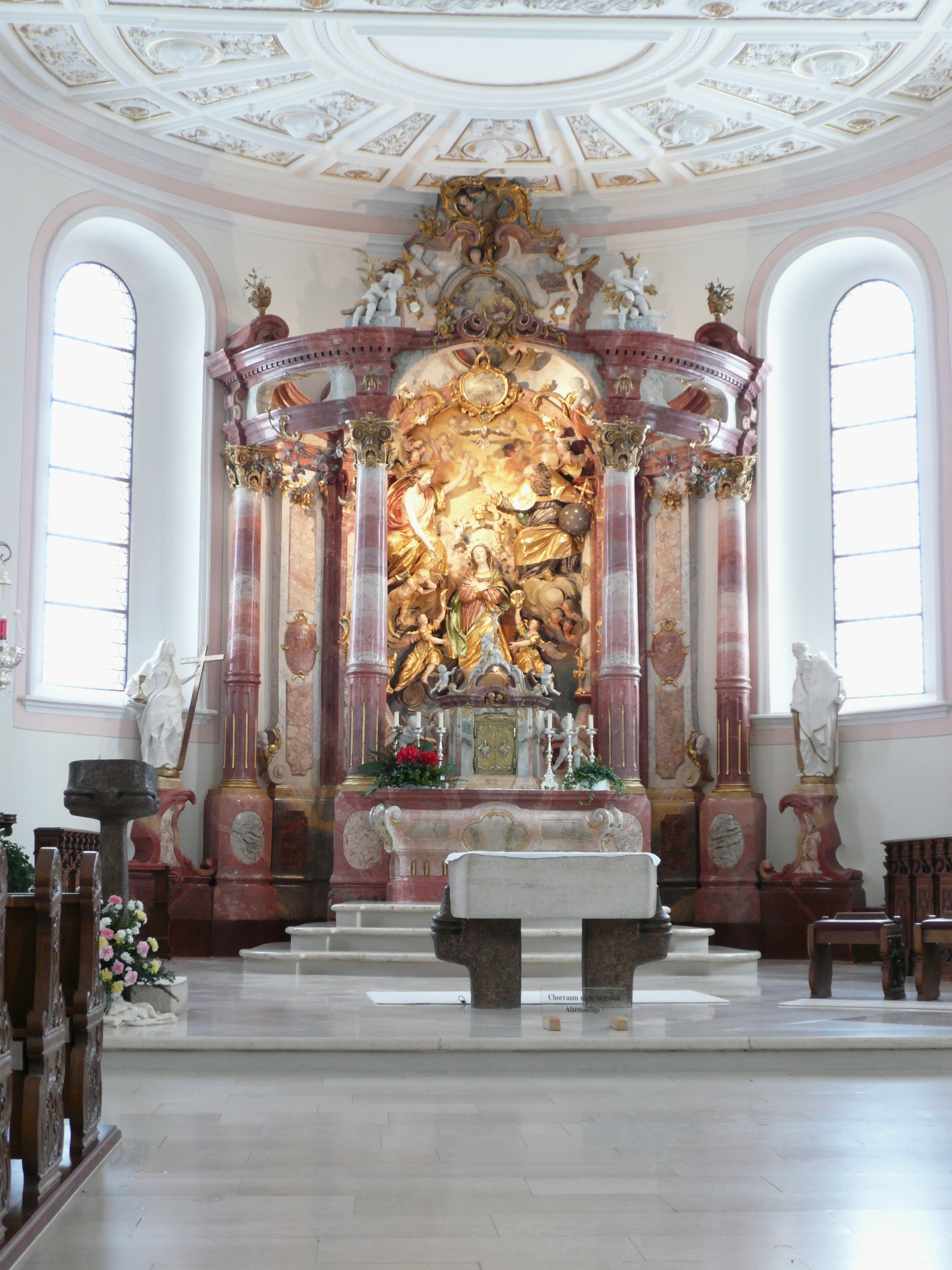

## Nevezetességek
- Temploma